# هارييت بيشوب
هارييت بيشوب (بالإنجليزية: Harriet Bishop)‏ هي سفرجات وكاتِبة أمريكية، ولدت في 1817 في بانتون في الولايات المتحدة، وتوفيت في 8 أغسطس 1883 في سانت بول في الولايات المتحدة.